# Samsung Galaxy R
El Samsung Galaxy R GT-i9103 (o Galaxy Z en Suecia) es un teléfono inteligente con sistema operativo Android que fue anunciado por Samsung en junio de 2011, en principio su nombre comercial fue "Galaxy Z" y posteriormente fue cambiado por "Galaxy R" en toda Europa, salvo Suecia cuyo nombre se mantuvo como "Galaxy Z".
Samsung Galaxy R con NVIDIA Tegra 2
El rendimiento de los dos SoC (system-on-a-chip) debería ser el mismo, por lo cual los que acaben comprando el Galaxy R con Tegra 2 no deberían sentirse decepcionados ya que es uno de los SoC más potentes, probablemente sea el segundo más potente, por detrás del SoC del Galaxy S2, aunque el SoC del Galaxy s2 cuente con más potencia ya que está dotado de más frecuencia (200mhz por cada núcleo). Después de todo algunos de los principales rivales de la Galaxy R (como el Motorola Atrix y el 2X Optimus) utilizan Tegra, por lo que el I9103 no será inferior a ellos.
El Galaxy R cuenta con procesador de 1,0 GHz doble núcleo "Tegra 2" System on a chip (SoC). También cuenta con 1 GB de RAM.una pantalla de 10,6 cm (4,2 pulgadas) WVGA Super Clear LCD que ofrece calidad de imagen . Cuenta con una cámara de 5 megapíxeles con flash, que puede grabar videos en 720p de alta definición y reproducir videos en 1080p Full HD.

## Lanzamiento
El Galaxy R se lanzó en junio de 2011 a precio inicial de 200 Euros.

## Hardware

### Procesador
El Galaxy R cuenta con un procesador de doble núcleo a 1.0 GHZ ARM Cortex-A9 corriendo el System on a chip (SoC) Nvidia Tegra 2. El chipset de doble núcleo más extendido y creado por Nvidia es el corazón de este Galaxy R, Aunque el Galaxy R tiene ventaja en juegos específicos diseñados por Nvidia para GPUs Tegra y su plataforma Tegra Zone

### Pantalla
El Samsung Galaxy R utiliza una pantalla táctil capacitiva Super Clear LCD de 106,4 milímetros (4,19 pulgadas). El Galaxy R la Super Clear LCD, le ortorga  una mayor duración de batería.

### Audio
50 decibelios

### Cámara
En la parte posterior del dispositivo hay una cámara de 5 megapíxeles con flash LED simple que puede grabar videos en alta definición 720p a 30 fotogramas por segundo. Existe también una cámara frontal de foco fijo de 1,3 Megapixeles para videoconferencia, tomar fotos, así como la grabación de vídeo en general, con una resolución máxima de 640 X 480 (VGA).

## Software

### Android
Los Galaxy R son despachados con Android 2.3.6 (Gingerbread) instalado, actualizable a la 4.0.4 vía Samsung Kies.

### Interfaz de usuario
El teléfono emplea la interfaz propietario de Samsung TouchWiz 4.0

### Soporte Multimedia
El Galaxy R viene con soporte para varios tipos de archivos multimedia y codecs. Para audio soporta (FLAC, WAV, Vorbis, MP3, AAC, AAC+, eAAC+, WMA, AMR-NB, AMR-WB, MID, AC3, XMF). Para formatos de video y codecs soporta (MPEG-4, H.264, H.263, DivX HD/XviD, VC-1) y formatos de video (3GP, MPEG-4, WMV, ASF, AVI DivX).